# Marc-Pierre de Voyer de Paulmy d'Argenson
Marc-Pierre de Voyer de Paulmy, conde d'Argenson (Paris, 16 de agosto de 1696 — Paris, 22 de agosto de 1764), foi um estadista francês.
Foi tenente-general da polícia (1720, depois em 1722-1724), sucedeu seu pai Marc-René de Voyer de Paulmy d'Argenson (1652-1721), como chanceler do duque d'Orleães (1723-1740), depois ministro de Estado (1742) e secretário de Estado da Guerra de Luís XV, de janeiro de 1743 até fevereiro de 1757.

## Biografia

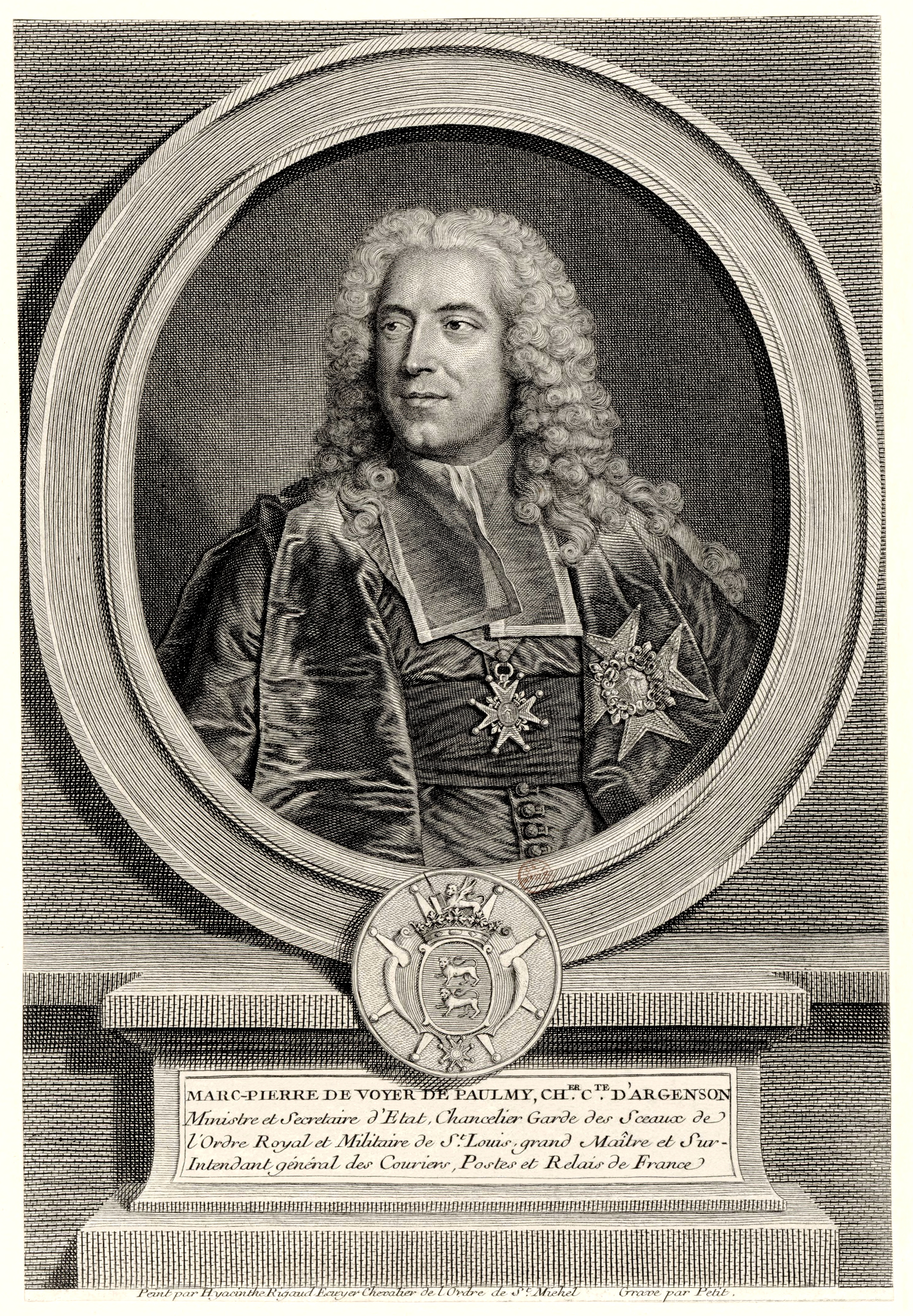
Marc-Pierre de Voyer de Paulmy d'Argenson

Filho do 1º marquês d'Argenson e irmão mais novo de René Louis de Voyer de Paulmy d'Argenson, seguiu a tradição da família, estudou Direito e foi conselheiro do Parlamento de Paris. Sucedeu seu pai como tenente-general da polícia em Paris, mas ocupou o cargo apenas durante cinco meses (26 de janeiro a 30 de junho de 1720). Recebeu depois o cargo de intendente de Touraine, e retomou o posto de tenente da polícia em 1722. Em 2 de janeiro de 1724, foi nomeado conselheiro de Estado. Ganhou a confiança do Regente d'Orleães, ao administrar sua fortuna e de estar com seu filho até 1737.
Durante este período, abriu seus salões para os poetas Chaulieu, La Fare e o filósofo Voltaire, e colaborou nos trabalhos legislativos do chanceler d'Aguesseau. Em março de 1737 d'Argenson foi nomeado diretor da censura de livros, em cujo posto demonstrou uma visão liberal suficiente para ganhar a aprovação dos escritores, uma coisa rara no reinado de Luís XV. Manteve este posto por apenas um ano. Tornou-se presidente do Grande Conselho (novembro de 1738), intendente do généralité de Paris (agosto de 1740), foi admitido no Conselho do Rei (agosto de 1742), e em janeiro de 1743 foi nomeado secretário de Estado da Guerra sucedendo ao marquês de Breteuil. Como ministro da guerra, teve uma tarefa muito difícil; os exércitos franceses envolvidos na Guerra de Sucessão Austríaca estavam desorganizados, e a retirada de Praga tinha produzido um efeito desastroso. Após consulta com o marechal de Saxe, começou a reforma dos novos exércitos. Para auxiliar no recrutamento, reviveu a antiga instituição das milícias locais, que, no entanto, não atingiram à sua expectativa.
Na primavera de 1744 três exércitos franceses foram capazes de retomar a ofensiva nos Países Baixos Austríacos, Alemanha e Itália, e no ano seguinte a França venceu a batalha de Fontenoy, na qual d'Argenson esteve presente. Após o Tratado de Aquisgrão de 1748, d'Argenson se ocupou com o importante trabalho de reformulação do exército francês baseado modelo da Prússia. Unificou os tipos de canhão, agrupou os granadeiros em regimentos distintos, e fundou a Escola Militar de Paris para a formação de oficiais (1751). Um decreto de 1 de novembro de 1751 concedeu títulos de nobreza a todos aqueles que tinham a patente de oficial-general. Além de suas funções como ministro da guerra, tinha a tarefa de supervisionar a imprensa, a administração postal e a administração geral de Paris.
Foi o responsável pela elaboração dos planos de construção da Champs-Élysées e da atual Praça da Concórdia. Era extremamente popular, e, embora os favoritos da corte o odiassem, tinha o apoio do rei. Porém, após a tentativa de Robert-François Damiens para assassinar o rei, Luís abandonou d'Argenson às maquinações dos favoritos da corte e o exonerou do cargo juntamente com seu colega, Jean-Baptiste de Machault d'Arnouville (fevereiro de 1757). D'Argenson então se exilou em sua propriedade no castelo des Ormes, perto de Saumur, porém, anteriormente já havia arranjado um cargo para seu irmão, o marquês d'Argenson, como ministro das Relações Exteriores, outro para o seu filho Marc-René como mestre do cavalo, e para seu sobrinho, Antoine-René, como comissário da guerra. Desde o tempo de seu exílio viveu na companhia de sábios e filósofos. Foi eleito membro da Académie des Inscriptions et Belles-Lettres em 1749. Denis Diderot e Jean le Rond d’Alembert lhe dedicaram a Encyclopédie, e Voltaire, Charles-Jean-François Hénault e Jean-François Marmontel frequentemente o visitaram em seu exílio. Após a morte de Madame de Pompadour, d'Argenson obteve permissão para retornar a Paris, e morreu poucos dias depois de seu retorno, em 22 de agosto de 1764. Foi sepultado na igreja de Saint-Nicolas-du-Chardonnet, em Paris.

## Família
D'Argenson se casou em 24 de maio de 1719 com Anne Larcher (1706-1754), filha de uma rica família de parlamentares parisienses.
Tiveram dois filhos, sendo o mais velho Marc-René (1722-1782), marquês de Voyer, e depois, conde d'Argenson.